# Fernand Barthe
Pour les articles homonymes, voir Barthe.
Pas d'image ? Cliquez ici

a Compétitions nationales et continentales officielles uniquement.

b Matchs officiels uniquement.
Dernière mise à jour le 28 novembre 2024.
Fernand Barthe (né le 12 décembre 1898 à Saint-Macaire et mort le 2 décembre 1961 dans cette même commune) était un joueur français de rugby à XV. 

## Biographie
Fernand Barthe a joué au poste de troisième ligne aile (1,88 m pour 92 kg) au Stade bordelais UC et à Langon. Il a également été sélectionné à deux reprises en équipe de France. Il a disputé deux matchs du Tournoi des Cinq Nations en 1925.